# Фриг
Фриг (лезг. Фирар) — упразднённое село в Хивском районе Дагестана. На момент упразднения входило в состав Тркальского сельсовета. В 1967 годы основная масса жители села были переселены в село Новый Фриг. Исключено из учётных данных в 1970-е годы.

## География
Располагалось на левом берегу реки Цмур, в 1 км (по прямой) к югу от села Ашага-Цинит.

## История
До вхождения Дагестана в состав Российской империи селение Фирег входило в состав Кутуркюринского магала Кюринского ханства. После присоединения ханства к Российской империи числилось в Тркальском сельском обществе Кутур-Кюринского наибства Кюринского округа Дагестанской области. В 1895 году селение состояло из 63 хозяйств. По данным на 1926 год село состояло из 64 хозяйств. В административном отношении входило в состав Тркальского сельсовета Касумкентского района. В советские годы являлось отделением колхоза имени Фрунзе. После землетрясения 1966 года жителей села переселили на земли совхоза «Сафаралиевский» в местности Калаган где было образовано новое село Новый Фриг.

## Население
| Год       | 1895 | 1907 | 1926 | 1939 | 1970 |
| --------- | ---- | ---- | ---- | ---- | ---- |
| Население | 417  | 414  | 347  | 353  | 13   |

По данным Всесоюзной переписи населения 1926 года, в национальной структуре населения лезгины составляли 100 %